# هایلند (کالیفرنیا)
هایلند (به انگلیسی: Highland) شهری در شهرستان سن برناردینو، کالیفرنیا ایالت کالیفرنیا است که در سرشماری سال ۲۰۱۰ میلادی، ۵۳۱۰۴ نفر جمعیت داشته است.

## شهرهای خواهر خوانده
- جمهوری آرتساخ - لاچین[۴]